# Lakeview (Nowy Jork)
Lakeview – jednostka osadnicza w Stanach Zjednoczonych, w stanie Nowy Jork, w hrabstwie Nassau.